# Genijalni um (2001.)
Genijalni um (eng. A Beautiful Mind) je biografska drama o matematičaru i nobelovcu Johnu Nashu, redatelja Rona Howarda.

## Radnja
Film prati život Johna Nasha, onaj kakvim je zabilježen, a koji počinje njegovim uspjesima na fakultetu i nastavlja se visoko zapaženim znanstvenim radom, ali i onaj tajni, u kojem noćima radi za tajne službe vlade SAD-a, dešifrirajući tajne sovjetske poruke u američkim tiskovinama.
Film vješto balansira između stvarnosti i izmišljenog svijeta Johna Nasha, čije mu psihičko oboljenje stvara brojne, često vrlo opsežne i realistične halucinacije, do mjere da je teško razlučiti stvarne događaje od izmišljenih.

## Glavne uloge
- Russell Crowe kao John Nash, za tu ulogu nominiran za Oscar
- Ed Harris kao William Parcher
- Jennifer Connelly kao Alicia Nash, za tu ulogu nagrađena Oscarom